# Edutopia
Edutopia est une plateforme en ligne gérée par la George Lucas Educational Foundation (GLEF). Créée en 1991, elle propose des ressources et des outils pour encourager l'innovation dans l'éducation, avec un accent particulier sur l'apprentissage par la pratique, les technologies éducatives, et les approches pédagogiques centrées sur l'élève.

## Histoire
Edutopia a été fondée par George Lucas dans le cadre de sa fondation éducative, la George Lucas Educational Foundation. Inspiré par son expérience personnelle et son intérêt pour la transformation de l'éducation, Lucas a souhaité fournir aux enseignants, administrateurs et parents des ressources pour améliorer l'apprentissage et rendre les écoles plus engageantes.

## Contenu et mission
Le site propose :
- Des articles ;
- Des vidéos ;
- Des études de cas ;
- Des guides pratiques sur des sujets tels que l'apprentissage basé sur des projets, les compétences socio-émotionnelles, l'intégration des technologies, et les méthodes d'évaluation alternatives.

La mission d'Edutopia est de "transformer l'éducation en partageant des pratiques qui inspirent les enseignants et les élèves à exceller".

## Approches pédagogiques
Edutopia promeut plusieurs approches pédagogiques modernes, telles que :
- L'enseignement basé sur des projets ;
- L'intégration des compétences socio-émotionnelles dans le curriculum ;
- L'utilisation des outils numériques pour l'apprentissage interactif ;
- Le développement des compétences du XXIe siècle, comme la collaboration et la pensée critique.

## Réception et impact
Edutopia est largement reconnu dans le domaine de l'éducation pour ses contenus de qualité et son rôle dans la diffusion des meilleures pratiques pédagogiques. Il est utilisé par des éducateurs et des écoles du monde entier pour trouver des solutions innovantes et efficaces.